# Storia della Città del Vaticano

Immagine commemorativa. Da sinistra verso destra, Vittorio Emanuele III di Savoia, Papa Pio XI e Benito Mussolini.

Lo Stato della Città del Vaticano nasce l'11 febbraio del 1929, giorno in cui il governo italiano e la Santa Sede sottoscrivono i Patti Lateranensi ponendo fine alla questione romana, aperta nel 1870 con la Presa di Roma. Come dichiarato nella Legge fondamentale, la sua funzione è di assicurare indipendenza e sovranità internazionale alla Santa Sede. 

## Confini
I confini dello Stato sono definiti nel primo allegato dei Patti Lateranensi e ricalcano quasi del tutto il tracciato della Mura leonine, ad eccezione di piazza San Pietro, di via di Porta Angelica e di una piccola porzione di territorio compresa tra piazza del Sant'Uffizio e la Domus Sanctae Martae.